# Personer i Sverige födda i Filippinerna
Till personer i Sverige födda i Filippinerna räknas personer som är folkbokförda i Sverige och som har sitt ursprung i Filippinerna. Enligt Statistiska centralbyrån fanns det 2017 i Sverige sammanlagt cirka 13 800 personer födda i Filippinerna.

## Svenskar med filippinsk bakgrund
Den 31 december 2014 fanns 8 382 personer födda i Sverige med filippinsk bakgrund eller ursprung (enligt Statistiska centralbyråns definition):
- Personer födda i Sverige med båda föräldrarna födda i Filippinerna: 640
- Personer födda i Sverige med fadern född i Filippinerna och modern i ett annat utländskt land: 107
- Personer födda i Sverige med modern född i Filippinerna och fadern i ett annat utländskt land: 1 011
- Personer födda i Sverige med fadern född i Filippinerna och modern i Sverige: 747
- Personer födda i Sverige med modern född i Filippinerna och fadern i Sverige: 5 877

Den 31 december 2014 fanns 11 978 personer i Sverige som var födda i Filippinerna, varav 2 709 män (22,6 %) och 9 269 kvinnor (77,4 %). Motsvarande siffra för den 31 december 2000 var 5 460, varav 1 240 män (22,7 %) och 4 220 kvinnor (77,3 %).
Den 31 december 2014 fanns 3 374 personer i Sverige med filippinskt medborgarskap.

## Åldersfördelning
Åldersfördelningen bland personer födda i Filippinerna boende i Sverige. Siffror från SCB enligt den 31 december 2014:
- 0–14 år: 1 018 (8,5 %)
- 15–64 år: 10 597 (88,5 %)
- 65 år och äldre: 363 (3,0 %)

## Historisk utveckling
| Filippinska medborgare i Sverige 1973-2014                                | Filippinska medborgare i Sverige 1973-2014 | Filippinska medborgare i Sverige 1973-2014 | Filippinska medborgare i Sverige 1973-2014 | Filippinska medborgare i Sverige 1973-2014 |
| ------------------------------------------------------------------------- | ------------------------------------------ | ------------------------------------------ | ------------------------------------------ | ------------------------------------------ |
|                                                                           |                                            |                                            |                                            |                                            |
| År                                                                        |                                            |                                            | Antal                                      |                                            |
| 1973                                                                      | 1973                                       |                                            | 104                                        | 104                                        |
| 1975                                                                      | 1975                                       |                                            | 152                                        | 152                                        |
| 1980                                                                      | 1980                                       |                                            | 329                                        | 329                                        |
| 1985                                                                      | 1985                                       |                                            | 701                                        | 701                                        |
| 1990                                                                      | 1990                                       |                                            | 1 463                                      | 1 463                                      |
| 1995                                                                      | 1995                                       |                                            | 1 838                                      | 1 838                                      |
| 2000                                                                      | 2000                                       |                                            | 1 846                                      | 1 846                                      |
| 2005                                                                      | 2005                                       |                                            | 2 314                                      | 2 314                                      |
| 2010                                                                      | 2010                                       |                                            | 2 994                                      | 2 994                                      |
| 2014                                                                      | 2014                                       |                                            | 3 374                                      | 3 374                                      |
| Befolkning den 31 december respektive år. Källa: Statistiska centralbyrån |                                            |                                            |                                            |                                            |

### Födda i Filippinerna
| Personer i Sverige födda i Filippinerna 1960–2024 | Personer i Sverige födda i Filippinerna 1960–2024 | Personer i Sverige födda i Filippinerna 1960–2024 | Personer i Sverige födda i Filippinerna 1960–2024 | Personer i Sverige födda i Filippinerna 1960–2024 |
| --- | ------------------------------------------------- | ------------------------------------------------- | ------------------------------------------------- | ------------------------------------------------- |
| |                                                   |                                                   |                                                   |                                                   |
| År |                                                   |                                                   | Folkmängd                                         |                                                   |
| 1960 | 1960                                              |                                                   | 5                                                 |                                                   |
| 1970 | 1970                                              |                                                   | 66                                                |                                                   |
| 1980 | 1980                                              |                                                   | 528                                               |                                                   |
| 1990 | 1990                                              |                                                   | 2 613                                             |                                                   |
| 2000 | 2000                                              |                                                   | 5 460                                             |                                                   |
| 2001 | 2001                                              |                                                   | 5 740                                             |                                                   |
| 2002 | 2002                                              |                                                   | 6 133                                             |                                                   |
| 2003 | 2003                                              |                                                   | 6 484                                             |                                                   |
| 2004 | 2004                                              |                                                   | 6 858                                             |                                                   |
| 2005 | 2005                                              |                                                   | 7 214                                             |                                                   |
| 2006 | 2006                                              |                                                   | 7 637                                             |                                                   |
| 2007 | 2007                                              |                                                   | 8 095                                             |                                                   |
| 2008 | 2008                                              |                                                   | 8 626                                             |                                                   |
| 2009 | 2009                                              |                                                   | 9 261                                             |                                                   |
| 2010 | 2010                                              |                                                   | 9 826                                             |                                                   |
| 2011 | 2011                                              |                                                   | 10 349                                            |                                                   |
| 2012 | 2012                                              |                                                   | 10 981                                            |                                                   |
| 2013 | 2013                                              |                                                   | 11 468                                            |                                                   |
| 2014 | 2014                                              |                                                   | 11 978                                            |                                                   |
| 2015 | 2015                                              |                                                   | 12 406                                            |                                                   |
| 2016 | 2016                                              |                                                   | 12 959                                            |                                                   |
| 2017 | 2017                                              |                                                   | 13 755                                            |                                                   |
| 2018 | 2018                                              |                                                   | 14 509                                            |                                                   |
| 2019 | 2019                                              |                                                   | 15 281                                            |                                                   |
| 2020 | 2020                                              |                                                   | 15 640                                            |                                                   |
| 2021 | 2021                                              |                                                   | 16 219                                            |                                                   |
| 2022 | 2022                                              |                                                   | 16 790                                            |                                                   |
| 2023 | 2023                                              |                                                   | 17 311                                            |                                                   |
| 2024 | 2024                                              |                                                   | 17 683                                            |                                                   |
| Anm.: Befolkning den 31 december respektive år förutom åren 1960 och 1970 som avser förhållandet den 1 november och år 1980 som avser förhållandet den 15 september. |                                                   |                                                   |                                                   |                                                   |